# Kliment, Plovdiv
Kliment (în bulgară Климент) este un sat în comuna Karlovo, regiunea Plovdiv,  Bulgaria. 

## Demografie
Componența etnică a satului Kliment
     Romi (7,65%)
     Turci (1,27%)
     Bulgari (76,31%)
     Nicio identificare (14,75%)
La recensământul din 2011, populația satului Kliment era de 1.254 locuitori. Din punct de vedere etnic, majoritatea locuitorilor (76,31%) erau bulgari, existând și minorități de romi (7,65%) și turci (1,27%). Pentru 14,75% din locuitori nu este cunoscută apartenența etnică.